# Makó
Makó (rum. Macǎu) – miasto w południowych Węgrzech, w komitacie Csongrád, na wschód od Segedynu, w pobliżu granicy z Rumunią. Liczy ponad 23,7 tys. mieszkańców (I 2011).

## Miasta partnerskie
- Radomsko
- Jasło
- Ada, Serbia
- Atça, Turcja
- Kirjat Jam, Izrael
- Löbau, Niemcy
- Martinsicuro, Włochy
- Miercurea-Ciuc, Rumunia
- Xinyang, Chińska Republika Ludowa
- Želiezovce, Słowacja